# Wugong
Der Kreis Wugong (chinesisch 武功县, Pinyin Wǔgōng Xiàn) ist ein Kreis der bezirksfreien Stadt Xianyang der Provinz Shaanxi in der Volksrepublik China. Er hat eine Fläche von 391,7 Quadratkilometern und zählt 317.733 Einwohner (Stand: Zensus 2020).
Im Kreisgebiet befinden sich die Zhengjiapo-Stätte (郑家坡遗址, Zhèngjiāpō yízhǐ) aus der Zeit der Shang-Dynastie, die Baoben-Pagode (报本寺塔, Bàoběn sì tǎ) aus der Zeit der Song-Dynastie, und der Chenghuang-Tempel von Wugong (武功城隍庙, Wǔgōng chénghuángmiào) aus der Zeit der Ming-Dynastie, die alle seit 2013 auf der Liste der Denkmäler der Volksrepublik China stehen.

## Verkehr
Die Longhai-Bahn verbindet Wugong mit Lanzhou und Lianyungang.

## Administrative Gliederung
Auf Gemeindeebene setzt sich der Kreis aus acht Großgemeinden und vier Gemeinden zusammen. 